# Hip-Hop-Jargon
Ein Merkmal der Hip-Hop-Kultur ist ihr eigener Jargon, der viele englische Lehnwörter enthält. Es gibt Begriffe, die Hip-Hop-weit verwendet werden, und solche, die nur in den Teilgebieten MCing, DJing, B-Boying und Graffiti aufkommen. Für manche Anglizismen haben sich im Laufe der Zeit deutsche Entsprechungen gefunden. Einige dieser Begriffe werden aber auch allgemein in der Umgangs- bzw. Jugendsprache verwendet.

## Hip-Hop-Jargon (Auswahl)

### A–F
- Aight – Kurzform von engl. alright: in Ordnung; wird häufig von Rappern in Texten am Ende einer Zeile benutzt und steht für richtig, ok oder ganz genau oder als Bestätigung.
- Atze – (Subst.) Ausdruck für Freund bzw. Kumpel im Berliner Raum
- B-Boy/B-Girl – (Subst.) von engl. Break-Boy bzw. -Girl, ein männlicher oder weiblicher Breakdancer[1]
- Backpacker – Begriff, der eine Person bezeichnet, die vor allem Underground-Hip-Hop hört. Ursprünglich bezog sich das Wort auf Graffiti-Künstler, die stets eine Tasche mit ihrer Musiksammlung (die meist aus lokalen Underground-Rap-Acts bestand) und ihren Graffiti-Utensilien mit sich führten, verweist aber heute lediglich auf die musikalische Präferenz der jeweiligen Person.
- Backspin – Tanzschritt im Breakdance[2] und Scratchbewegung[3]
- bangen – (Verb) von engl. to bang: knallen; mit jemandem Geschlechtsverkehr haben, meist abwertend gebraucht. Wird mittlerweile auch vermehrt für basslastige Musik mit harten oder tiefen Kicks verwendet, welche die Lautsprecher „knallen“ lassen. Beispiel: „Wir lassen die Boxen bangen!“
- Bar – (Subst.) engl. Takt, eine Textzeile aus einem Song[4]
- Battle – (Subst.) von engl. battle, Kräftemessen zwischen zwei Gegnern, sowohl zwischen MCs als auch zwischen B-Boys, DJs, Sprayern und Beatboxen. Bewertet wird meist durch eine Jury oder das Publikum (siehe auch Battle-Rap)
- Beat Juggling – ist das Manipulieren zweier gleicher oder verschiedener Platten, um eine neue Melodie zu erzeugen[5]
- Beef – (Subst.) Streit oder Feindseligkeiten zwischen Personen[6]
- Bitchmove – etwas Unfaires tun[7]
- biten – (Verb) von engl. to bite: (ab-)beißen;[8] abkupfern, plagiieren oder nachahmen von Texten, Styles und/oder Flows anderer MCs oder Writer, wobei vorgegeben wird, die erbrachte Leistung sei ein eigenes Produkt[9]
- bizz – von engl. business, bezeichnet im engeren Sinn nur die Rapszene
- Bling-Bling – Glänzender Schmuck[10]
- bounce – engl. für „bouncen“; damit sind die typischen Körperbewegungen zum Takt (Beat) der Hip-Hop-Musik gemeint, die man bei Szenekonzerten in Massen beobachten kann.
- bro – Kurzform von brother, anderes Wort für homie
- broke – engl. für „Pleite sein“; Vor allem im ursprünglichen HipHop war es nicht unüblich, dass viele Rapper wortwörtlich „nichts“ hatten, außer ihrer Musik
- burbs – von engl. Suburbs; abwertend für „gutes Viertel“, spießiger Vorort
- Cat – engl. Katze; Personen die man nicht direkt kennt, die aber da sind
- Chabo – (Subst.) Junge (aus Rotwelsch tšabo „Junge“)
- chillen – (Verb) Abhängen; rumgammeln; entspannt sein[11]
- Cred – (Subst.) von engl. Credibility; Glaubwürdigkeit
- Crew – (Subst.) engl. Gruppe; Zusammenschluss von Freunden (z. B. Sprayercrew oder Rapcrew)
- cutten – (Verb) engl. to cut: abtrennen, abschneiden; bezeichnet das Unterbrechen der Aufnahme bei Luftmangel und erneute Einsetzen der Aufnahme von der abgebrochenen Stelle aus; auch als Synonym für „scratchen“ benutzt
- Cypher: ein Freestyle von mehreren Personen, der nacheinander dargeboten wird[12]
- derbe – anderes Wort für sehr, mega, übel etc., wobei nicht genau zu verifizieren ist, aus welcher Subkultur die Entlehnung ursprünglich stammt. Maßgebend scheint auch die Szene der elektronischen Musik zu sein, in welcher in den späten neunziger Jahren das Wort „heftig“ durch „derbe“ substituiert wurde.
- Dicker/Dicka/Digga – anderes Wort für Bro oder Homie[13]
- Diss – (Subst.) von engl. disrespect: ist eine Beleidigung bzw. die Aberkennung von Respekt[14]
- diggin' in the crates – englisch für „Kisten durchwühlen“. Dies beschreibt die z. T. aufwendige Suche nach „besonderen“ Schallplatten in Platten-Läden, Second Hand-Shops etc.
- dogg – (Subst.) von engl. dog (Hund), stammt aus den Vereinigten Staaten, hat ausschließlich die Bedeutung von „Kollege“, „Freund“ oder „Kumpel“; deshalb auch gleichzusetzen mit Homie.
- dope – (Adj.) großartig
- Dope – (Subst.) von der ursprünglichen Bedeutung „Doping“ oder „Aufputschmittel“, wahrscheinlich bekanntestes und häufigst verwendetes Synonym für Cannabis oder Haschisch. Andere englische Bedeutungen wie „Idiot“, „Depp“ oder „Trottel“ werden im Hip-Hop-Jargon nicht impliziert.
- down sein – Schlecht drauf sein, traurig sein, auch: „mit jmd. down sein“ mit jemandem einverstanden sein, jemanden verstehen
- drip – (engl. tropfen) jmd. hat „drip“ bedeutet, er/sie trägt ein schickes Outfit oder eine schicke Frisur
- Drop Top – (Subst.) engl. sinngemäß für fallengelassenes Dach, ein Cabriolet[15]
- Esé – Selbstbezeichnung der lateinamerikanischen Bevölkerung der USA, vergleichbar mit Chicano
- Faker – (Subst.) von engl. fake: jmd. der vortäuscht, etwas zu sein oder zu können, ein Blender
- fett – Form der Begeisterung. Steht für: „super“, „großartig“, „geil“. Durchaus oft in der Kombination „Derbst fett!“ oder einfach nur „Das ist fett!“ zu finden. Heißt dann so viel wie: „Das ist richtig gut“, oder auch „Verdammt geil“.
- Flow – (Subst.) von engl. fließen; ist das Zusammenspiel von Stimme, Beat, Melodie, Betonung, Text und Aussprache des Rappers[16]
- fly – (Adj.) cool, abgefahren, auch Deutsches Jugendwort des Jahres 2016 („fly sein“)[17]
- Freestyle – (Subst.) von engl. Freistil; improvisiertes Rappen oder Breaken; verbreitet sind auch Freestyle-Battles[18]
- fresh – oldschoollastiger Begriff für innovativ, hochwertig
- fronten – (Verb) von engl. to front: jmd. etwas vorspielen, (versuchte) Vortäuschung nicht vorhandener Realness, „Wasser predigen und Wein trinken“ oder auch herausfordern[19]

### G–M
- G vom engl. Gangster, Abkürzung für Gangster. Es sind auch G-Rapper bekannt, also Gangsta-Rapper
- Game – ein aus den USA stammender Begriff, der allgemein für die Rap-Szene steht[20]
- Ganja – anderer Begriff für Marihuana[21]
- Grind – ähnlich Hustle, das Tätigkeitsfeld, in dem man sich produziert
- haten – (Verb) von engl. to hate: hassen; oft benutzter Ausdruck zwischen Hip-Hopern, hat weniger mit Hass zu tun, eher mit Neid. Haten meint grundloses Schlechtmachen
- Homeboy – (Subst.) Bedeutet so viel wie Freund/Kumpel. In seiner ursprünglichen Form eine Anrede an eine befreundete Person oder Gangmitglied.[22] Mit der Zeit wurde das Wort zunehmend ironisiert und hat nun meist eine negative Bedeutung. Homeboy ist an sich zwar kein Diss (Schmähung) an die angesprochene Person, aber zunehmend eine Anrede an eine Person, die gedisst wird.
- Homie – (Subst.) Abkürzung für Homeboy, jedoch mit unterschiedlicher Bedeutung; Anrede meist an eine befreundete Person (in diesem Falle wird oft auch „Homes“ verwendet),[23] im Battle-Rap jedoch als neutrale Anrede an den Gegner
- Hood – steht für das Wohnviertel, in dem man wohnt (I come from the hood). Ableitung bzw. Verkürzung von (engl.) neighbourhood (Nachbarschaft)
- Hook – kann man übersetzen als Refrain[24]
- Holla – Grußformel. Ableitung von (engl.) to holler (brüllen, rufen), to give a holler (Bescheid sagen, sich melden)
- Hustle – der alltägliche Kampf um Geld zu verdienen[25]
- Hustler – jemand, der sich durch verschiedene (oft illegale) Arbeiten wie z. B. Drogenverkauf oder Zuhälterei am Leben erhält[25]
- Ice – (Subst.) von engl. Eis; im Hip-Hop bildlicher Vergleich, gemeint sind Brillanten und insgesamt auffälliger Schmuck[26]
- J.C. – Englische Initialen von Jesus Christ (Jesus Christus), findet sich eher in Raptexten als im alltäglichen Diskurs.
- Jam – (Subst.) Hip-Hop-Party im traditionellen Sinne[27]
- The Jects (sprich: Jets) steht für engl. Housing Projects; Ghettoviertel, sozialer Wohnungsbau
- killer/killa/killah – (Adj.) Wird gleich verwendet wie fett.
- Kek – (Subst.) in etwa: Opfer, Versager[28]
- lit – (adj.) in etwa: toll, super, schön; Ausdruck der Begeisterung.[29][30] Im Englischen bildet lit die Vergangenheitsform des Verbs (to) light und das Adjektiv lit bedeutet „beleuchtet“ oder „angezündet“.[31] 2017 erreichte das Wort den 6. Platz bei der Wahl zum Jugendwort des Jahres in Österreich.[32]
- Lowrider – (Subst.) rhythmische Bewegung des ausgestreckten Unterarms.
- Mary Jane – von engl. Marihuana (manchmal auch mit „j“ geschrieben), weibliche Personifizierung und Kosewort der Droge. So findet sich in der Szene und einigen Raptexten auch des Öfteren der Ausdruck I love you, Mary Jane (deutsch: Ich liebe dich, Mary Jane), z. B. im Song „Hits from the Bong“ – Cypress Hill.
- MC – (aus dem Englischen: master of ceremony) ist ein Rapper oder allgemein eine Person, die an einem Battle teilnimmt, oder auch einfach ein Hip-Hop-Künstler[33]
- Mic – (aus dem Englischen: microphone) wird als Mikrofon beschrieben[34]

### N–S
- Nigger – (Subst.) Ableitung von „Negro“ (Neger), abfällige Bemerkung der Sklavenhändler zur Unterdrückung der schwarzen Sklaven. Noch bis in die heutige Zeit hinein genutzt, um einer schwarzen Person Geringschätzung entgegenzubringen. Als Slangbegriff (im Jargon auch Nigga oder Niggah) wird er unter Schwarzen, vermehrt aber auch unter Weißen auf ironische Weise im Sinne als „Freund“, „Kumpel“ verwendet. Unter schwarzen Rappern findet diese Bezeichnung häufig Gebrauch. Beim Battle-Rap kann damit jedoch auch der Gegner auf provozierende, aber auch ironische Art und Weise bezeichnet werden. Vergl. Homie/Homeboy[35][36]
- O. G. – Abkürzung für „Original Gangsta“. Das heißt jemand, der wirklich von der Straße kommt und ein hartes Leben hatte und nicht nur dies verherrlicht, auch: Gründer einer Streetgang oder älteres Gangmitglied
- Opfer/Opfa – Schimpfwort, das für eine männliche Person gebraucht wird, die sich nicht ausreichend wehren kann oder auf andere Weise Schwächen zeigt und allgemein nicht einem bestimmten eigenen Konzept von Männlichkeit entspricht.[37]
- Opp – Gegner, meist Mitglieder einer verfeindeten Gang
- Peace – (Subst.) engl. für Frieden, ist im Szenejargon (als peace! oder peace out!) die Abschiedsformel schlechthin. Manchmal wird es auch entsprechend der Muttersprache ausgeschrieben, das heißt, in der Schweiz und Deutschland finden sich Versionen wie piis oder piice. Verabschieden sich beispielsweise zwei Freunde mit dieser Verabschiedung, demonstrieren sie oft zusätzlich das typische Handzeichen: Das V-Victory-Zeichen umgekehrt bzw. mit der Außenhand gegen außen.
- Player/Playa – (Subst.) Prolet oder auch „Pimp“; bezeichnet einen jungen Mann mit einem ausschweifenden Sexleben mit schnell wechselnden und kurzen Partnerschaften. Wird der Begriff von einer Frau benutzt, versteht man den Begriff eher als abfällig (fig. männliche Hure).
- Producer Tag – (Subst.) Bezeichnet die Nennung des Produzenten am Anfang eines Tracks
- Propz/Props – (Subst.) von engl. proper respect; Respektsbekundungen (People Respect Other People Seriously)[38]
- Punchline – engl. Pointe; Humorvolle Textzeile, die den Gegner hart trifft
- Punk(s) – Schimpfwort, jedoch nicht auf politische Meinung zu beziehen
- Pussy – Weibliches Geschlechtsorgan oder auch (abfällige) Bezeichnung für Frauen (fig. Bitch, Nutte) oder als Diss an Männer (figurativ Feigling bzw. Weichling)[39]
- Rapgame oder auch Rapbizz – (Subst.) das Rapgeschäft oder die Rapszene[20]
- Sample/Sampling – Wiederverwenden einer Ton- oder Musikaufnahme (engl. sample) in einem neuen, musikalischen Kontext
- Shit – steht für 1. Haschisch, 2. für Musikstücke (häufig im folgenden Zusammenhang: „Dein Shit ist tight!“) oder allgemeiner „Zeug“
- Shorty – Bezeichnung für Mädchen/Frauen. Bedeutet so viel wie „Süße/Kleine“. Umgangssprachlich auch als „Shawty“ verwendet.
- Shout-Out – engl. für Ausruf, wörtlich Ruf-aus, besonderer Gruß oder Dank an eine oder mehrere Personen, die sich in einer Sache verdient gemacht haben[40]
- Skrilla – Bezeichnung für Geld
- spitten – (Verb) von engl. fauchen, spucken: Spezielle Raptechnik, bei der Wörter oder Wortfolgen aufeinander gereimt werden, die (fast) identisch gesprochen werden, aber unterschiedliche Bedeutungen haben.[41]
- straight – geradlinig, zielgericht, beschreibt einen zielstrebigen Rapper, kann aber auch heterosexuell bedeuten
- strugglen – (Verb) von engl. to struggle (mit etwas ringen, einen unterlegenen Kampf führen): Probleme haben, mit dem (alltäglichen) Leben zurechtzukommen[42]
- Studio-Gangster – Bezeichnung für Gangster, die nur im Studio abhängen und Musik machen anstatt das übliche Gangsta-Ding
- Stunners – Aus dem Ebonics-Slang schwarzer US-Rapper, damit ist die Sonnenbrille gemeint, wird aber auch als Slang-Wort für Ecstasy benutzt
- Swag als Umschreibung für eine beneidenswerte, lässig-coole Ausstrahlung bzw. eine charismatisch-positive Ausstrahlung fand in der Hip-Hop-Szene durch Soulja Boy und das deutschsprachige Cover von Money Boy Einzug in die Hip-Hop-Szene.[43]

### T–Z
- tight – (Adj.) von engl. tight: eng, fest, gut. Wird immer in Bezug auf einen Künstler der Szene oder dessen Produkt verwendet und heißt so viel wie sehr gut, in der ursprünglichen/engeren Bedeutung steht es für sehr präzise auf den Takt gerappte Strophen. Im Slang mancher Künstler der Szene steht dieses Wort jedoch auch als Synonym für betrunken oder breit. Vereinfacht wird es im Deutschen mittlerweile auch Tait oder Teit geschrieben
- Timbs und Air Ones – Kurzform für Timberland Boots[44] und Nike Air Force 1 – die Klassiker unter den Hip-Hop-Schuhen
- Wack MC/Whack MC/Weak MC – (Subst.) Ein in der Gemeinschaft nicht respektierter MC[45]
- Wack/Whack – Adjektiv für schlecht, ein „whacker“ MC ist ein schlechter MC
- Wanksta/Wankster – (Subst.) durch den gleichnamigen Song Wanksta von US-Rapper 50 Cent geprägter Begriff; Kombination der Wörter Wannabe (Möchtegern) und Gangster/Gangsta (Krimineller, Bandenmitglied). Die mit „k“ geschriebene Kombination spielt absichtlich des Weiteren auf den englischen Kraftausdruck wanker (Wichser) an
- Wannabe – Ein „Möchtegern“. Menschen, die sich als „Hip-Hopper sehen“, aber nur so tun als wären sie „hart“
- Whigger – ein amerikanischer Neologismus aus den Worten „white“ und „nigger“, um weiße Personen zu bezeichnen, die sich wie Schwarze kleiden, wie sie sprechen bzw. rappen. Gleich ob von Schwarzen oder Weißen verwendet, ist der Begriff meist abwertend gemeint[46]
- Word (oder auch: „Wort drauf“) – dies ist entweder eine Kurzform für „Ich schwöre“, wenn man eine eigene Aussage damit abschließt, oder eine Zustimmung oder ein Beipflichten, wenn ein anderer eine Aussage damit kommentiert. Oft auch „Word Up“ (z. B.: „Word up dog!“ – „Genau Alter!“ oder „Word Is Bond [Son]“). Als Frage betont am Ende einer eigenen Aussage auch die Bitte um Zustimmung
- Yeet – Ausdruck für Freude, wird meistens gerufen oder geschrien[47][48]
- Yo – Grußformel, kollegial. Dient mitunter auch als Substitut für das Wort Ja oder einfach nur als Füllwort, z. B. wenn ein Rapper anfängt zu rappen
- Zwölfzehner – legendärer Technics-Plattenspieler. Gemeint ist das Modell SL-1210, welches bekannt ist für seine Zuverlässigkeit und Langlebigkeit[49]